# Pilaf (Dragon Ball)
Emperor Pilaf is een personage uit de Dragon Ball-serie. Hij speelt een grote rol in de eerste helft van Dragon Ball, en heeft een gastrol in de eerste aflevering van Dragon Ball GT.
Pilaf is een kleine, ondeugende man die droomt om over de wereld te heersen. Hij is de eerste vijand die voorkomt in Dragon Ball. Hoewel hij meent een keizer te zijn, heeft hij eigenlijk alleen een kroon en een kasteel. Pilaf heeft twee handlangers, Mai en Shu. Mai is een vrouw die een regenjas draagt en Shu is een humanoïde hond in een ninja outfit. Samen met zijn handlangers zoekt hij de Dragon Balls om wereldheerschappij te wensen. Na het behalen van de Dragon Balls, is hij verijdeld door Goku en zijn metgezellen en een andere wens is vervuld, net voordat hij zijn wens volledig kan uitspreken. Hij blijft Goku irriteren in de rest van de serie, en tijdens een poging om de Dragon Balls te verkrijgen, bevrijdt hij Demon King Piccolo van zijn opsluiting. Hij denkt dat als Demon Piccolo de wereld  overneemt, dat hij dan ook macht krijgt. Integendeel, Demon Piccolo bedriegt hem en gooit hem uit een helikopter. Uiteindelijk wordt Demon Piccolo verslagen door Goku, maar Pilaf en zijn handlangers worden nadien niet meer gezien.
Pilaf, Mai en Shu verschijnen pas weer in Dragon Ball GT, waar zij de Black Star Dragon Balls gevonden hebben. Pilaf is na al die jaren nog niet veranderd en wil met deze nieuwe Dragon Balls wederom wensen voor wereldmacht. Dit mislukt daar hij per ongeluk Goku weer in een kind wenst.
Mai werd gespeeld door Eriko Tamura in de live-action film Dragonball Evolution.